# Велика Чернігівка (Коростенський район)
Вели́ка Черні́гівка — село в Україні, в Овруцькій міській територіальній громаді Коростенського району Житомирської області. Чисельність населення становить 461 осіб (2001). У 1923—2017 роках — адміністративний центр колишньої однойменної сільської ради.

## Загальна інформація
Розташоване за 10 км південно-східніше Овруча, за 10 км від залізничної станції Овруч та 1,5 км від автошляху Овруч—Народичі.

## Населення
У другій половині 19 століття в селі проживало 486 мешканців, дворів — 62. Наприкінці 19 століття кількість населення становила 595 осіб, дворів — 106.
У 1906 році у селі налічувалося 654 мешканці, дворів — 100, у 1923 році — 186 дворів та 821 мешканець.
Станом на 1972 рік кількість населення становила 799 осіб, дворів — 299.
Відповідно до результатів перепису населення СРСР, кількість населення, станом на 12 січня 1989 року, становила 621 особу. Станом на 5 грудня 2001 року, відповідно до перепису населення України, кількість мешканців села становила 461 особу.

## Історія
Перша писемна згадка — 1545 рік. Тоді належало до Івана Філософа, згадується під назвами Чернігівщина та Чернівщина в описі Овруцького замку з переліком приписаних до нього міщан, боярів, селян і земель та обрахунком повинностей і податків на користь замку. У 1571 році належало Київському Пустинському монастиреві. Також згадується 22 серпня 1692 року під іменем села Чернігівці у скарзі дворянина Остапа Дідовича-Трипольського на дворян Кончаківських, батька та синів. Останні перебували на службі у різних козацьких полковників, Лончинського, Апостола та Палія, грабували маєтки шляхти, в тому числі й Трипольського, та неодноразово намагалися вбити його. Награбоване майно, в тому числі й удови козацького полковника Булиги, відвозили до с. Чернігівці. Згадується в акті від 19 липня 1694 року як власність київського мечника Павла Трипольського — священник парафії с. Ласки скаржився на ротмістра Івана Ігнатовського, з панцирної хоругви ловчого Волинського воєводства Миколая Ольшанського, що Ігнатовський відібрав коня священника, який приїхав до помираючого вірянина с. Чернігівці Гришки Масюка. Також згадується в акті від 23 червня 1696 року як маєток Чернігівці житомирського хорунжого та овруцького підстарости Михайла Ставецького — дворяни Київського воєводства скаржилися на козацького полковника Томаша Кутиського-Барабаша. Полковник розоряв шляхетські маєтки, накладав на них контрибуції, не визнавав жодної влади над собою, тому числі й гетьманської. Посланців з наказами арештовував, посадив під варту також Михайла Ставецького, котрий вимагав від козаків покинути маєток, в тому числі й Чернігівці.
У 1728 році належало Федорові Шишці-Ставецькому, Ставецькі володіли селом вже у 1696 році. Згадується в люстрації Київського воєводства 1754 року, сплачувало 18 грошів до замку та 2 злотих і 12 грошів на міліцію.
У другій половині 19 століття — село Гладковицької волості Овруцького повіту. Дерев'яну церкву з такою ж дзвіницею збудовано у 1784 році. При церкві понад 12 десятин землі, в тому числі під цвинтарем. Церква приписана до парафії у Раківщині, за 3 версти.
Наприкінці 19 століття — село Гладковицької волості Овруцького повіту, над річкою Норинь, за 10 верст від Овруча, в актах — Чернігівці. Входило до православної парафії у Раківщині (3 версти), філіальну церкву збудовано 1774 року.
У 1906 році — село Гладковицької волості (1-го стану) Овруцького повіту Волинської губернії. Відстань до повітового центру, м. Овруч, становила 10 верст, до волосного центру, с. Гладковичі — 10 верст. Найближче поштово-телеграфне відділення розташовувалося в Овручі.
У 1923 році включене до складу новоствореної Великочернігівської сільської ради, яка, 7 березня 1923 року, увійшла до складу новоутвореного Овруцького району Коростенської округи, адміністративний центр ради. Розміщувалося за 5,5 версти від районного центру, міст. Овруч.
На фронтах Німецько-радянської війни воювали 464 селян, з них 302 загинули, 462 нагороджені орденами й медалями. У 1962 році на їх честь встановлено пам'ятник.
В радянські часи в селі розміщувалася центральна садиба колгоспу, який обробляв 2 399 га угідь, з них 1 600 га — рілля. Вирощували зернові культури, льон, картоплю, мали розвинуте м'ясо-молочне тваринництво. 73 колгоспники нагороджені орденами й медалями, серед них свинар М. Й. Дрозд — нагороджений орденом Трудового Червоного Прапора.
В селі були середня школа, будинок культури, бібліотека, лікарня, відділення зв'язку, видавалася газета «Колгоспне життя».
23 липня 1991 року, відповідно до постанови Кабінету Міністрів Української РСР № 106 «Про організацію виконання постанов Верховної Ради Української РСР…», село віднесене до зони гарантованого добровільного відселення (третя зона) внаслідок аварії на Чорнобильській АЕС.
13 квітня 2017 року включене до складу новоствореної Овруцької міської територіальної громади Овруцького району Житомирської області. Від 19 липня 2020 року, разом з громадою, в складі новоствореного Коростенського району Житомирської області.

## Відомі люди
- Марочко Василь Іванович (нар. 1956) — український історик, доктор історичних наук.
- Морозова Галина Володимирівна (нар. 1962) — українська художниця, майстриня декоративного розпису.